# Fòrum Ermua
El Fòrum Ermua (basc Ermuko Foroa) va ser una associació cívica espanyola, impulsada en la seva major part per professors universitaris i altres professionals (polítics, escriptors i periodistes) d'origen basc. Va néixer el 13 de febrer de 1998 a causa de l'assassinat del regidor d'Ermua Miguel Ángel Blanco per part d'ETA. Entre els fundadors del Fòrum Ermua s'hi trobaven: Vidal de Nicolás, Agustín Ibarrola, José Luis López de Lacalle, Carlos Totorika, Jon Juaristi, Mikel Azurmendi Intxausti, Francisco Doñate, Iñaki Ezkerra, Edurne Uriarte, Fernando Savater, Cristina Cuesta, Javier Corcuera, Raúl Guerra Garrido, Hermann Tertsch, Txema Portillo o Asier Antona.
Fins a juny de 2005 el President del Fòrum Ermua va ser el poeta Vidal de Nicolás (pres en diverses ocasions a partir de la dècada de 1950 per la seva participació en la lluita antifranquista i en la constitució de Comissions Obreres a Biscaia), que va estar entre els fundadors de l'organització. Des d'aquesta data, el seu president és el catedràtic de la Universitat Complutense de Madrid Mikel Buesa Blanco. L'any 2000 el seu germà, Fernando Buesa Blanco, un dels líders del Partit Socialista d'Euskadi (PSE-PSOE) va ser assassinat per membres d'ETA.
Arran de l'adhesió de Mikel Buesa Blanco a la Plataforma Pro encapçalada per Rosa Díez, la Junta Directiva del Fòrum Ermua va presentar la seva dimissió en ple per garantir la independència de l'associació després que el seu President anunciés el seu suport al partit polític que sorgirà de Plataforma Pro. El 23 de setembre de 2007 es convocà una Assemblea General de l'associació en la qual fou elegit com a President Iñaki Ezkerra i a Inma Castilla de Cortázar i Jon Juaristi com a vicepresidents.
El seu logo va ser dissenyat per Agustín Ibarrola amb el títol d'El Faro, en paraules seves, "un far enlluernador que il·luminava als demòcrates en la llarga nit del terrorisme basc i en les boires de la seva rendabilització política".

## Objectius
El Fòrum d'Ermua definia com als seus objectius:
- Recolzar, emparar i promoure el reconeixement de les víctimes del terrorisme. Una de les activitats principals del Fòrum Ermua és el suport i reconeixement a les víctimes del terrorisme. Per desgràcia el Fòrum és també una d'aquestes víctimes, ja que al maig de 2000 va ser assassinat el seu membre fundador i periodista José Luis López de Lacalle.

- Afavorir la unitat de les forces constitucionalistes al País Basc per vèncer definitivament al terrorisme. Això és, de les quals accepten plenament el marc constitucional i estatutari com la base insubstituïble per aconseguir una convivència duradora i pacífica entre els ciutadans bascos i entre aquests i els altres espanyols. Aquesta unitat serviria per actuar al País Basc –i al Parlament nacional– mentre persisteixi el terrorisme, encara que lògicament aquestes forces competeixin políticament en la resta d'Espanya i en totes les altres qüestions alienes al terrorisme. El fòrum considera que el nucli d'aquesta unitat ha de ser establert entre el Partit Socialista (PSOE) i el Partit Popular (PP), els dos únics partits polítics amb possibilitats de dirigir el Govern d'Espanya a curt i mitjà termini.

- Denunciar els actes de terrorisme al País Basc i a Espanya, així com l'oposició a totes aquelles organitzacions polítiques o autodenominades socials o culturals que justifiquen, recolzen i encobreixen als terroristes. Aquestes són Batasuna, la seva branca juvenil Jarrai-Haika, Gestoras Pro-Amnistía i moltes altres, actualment declarades il·legals per la Justícia espanyola.

- Evitar qualsevol negociació política entre l'Estat i les diverses institucions públiques espanyoles i basques amb la banda terrorista ETA. ja que consideren que no hi ha cap projecte o canvi polític que hagi de ser negociat amb assassins i criminals com a condició prèvia per a la seva possible desaparició. Mantenen que l'única negociació necessària amb ETA és per fixar les condicions de la seva rendició i dissolució.

- Defensa de la Constitució Espanyola i de l'Estatut d'Autonomia del País Basc com a úniques bases per a la solució política i institucional a l'anomenat "problema basc".

| « | "... el control social per part dels partits nacionalistes, amb el teló de fons de la violència terrorista, ens aboca a una fractura en la societat basca sense precedents, i a un neonazisme camuflat de sobiranisme." | » |

Difon la seva ideologia a través de comunicats de premsa, concentració i la "Fundació Papeles de Ermua" que s'encarrega d'editar la revista, que, segons els seus autors:
| « | "La revista sorgeix amb l'objectiu de ser "un pacífic baluard de la ciutadania contra el totalitarisme i el nacionalisme etnicista i xenòfob"." | » |

José Luis López de Lacalle, columnista del diari "El Mundo" i un dels membres fundadors del Fòrum, va ser assassinat per ETA el 7 de maig de 2000. Així mateix, altres membres del Fòrum han estat amenaçats i els seus béns atacats per ETA i el seu entorn.

## Declaracions públiques
Sobre la possible solució al problema, el seu president, Vidal de Nicolás, va manifestar:
| « | "La solució va a venir des del poble, jo alguna vegada he parlat d'una insurrecció popular." | » |

Sobre els bascos anteriors a la industrialització va declarar:
| « | "Perquè no crec que els vilatans d'aquí que practicaven una cultura d'autoabastiment, reduïts a la col i a la vaca, constitueixin una alternativa en una societat que aspira a viure el futur." | » |

Sobre els costums bascos:
| « | "El que li va millor a l'esperit vilatà és el costumisme curt de mires que prefereix la txalaparta al violí." | » |

| « | "El nacionalisme moderat ha ensenyat les seves arpes." | » |

- El Fòrum Ermua va criticar Fernando Savater, un dels seus activistes, per reunir-se amb el president José Luis Rodríguez Zapatero per parlar del "Procés de pau" amb ETA.

- En una trobada tumultuosa a l'entrada del Jutjat on es disposava a declarar el lehendakari, un membre del Fòrum Ermua, Antonio Aguirre, va ser agredit[3] per un militant del Partit Nacionalista Basc (PNV)[4] quan acudia al jutjat, juntament amb altres membres del Fòrum, per a exercir l'acusació particular contra el lehendakari. La policia basca va denunciar al Fòrum Ermua per realitzar "un acte il·legal de contramanifestació" i el Fòrum va denunciar la passivitat dels agents per no detenir l'agressor que havia estat retingut per un dels escortes. L'Ajuntament de Bilbao va rebutjar la proposta del PP de condemnar l'agressió. El Jutjat d'Instrucció número 3 de Bilbao va imputar per "desordres públics" a l'agredit i a Iñaki Ezkerra, tots dos del Fòrum Ermua, així com Daniel Portero, president de Dignidad y Justicia.[5]

- L'Ajuntament d'Ermua (Biscaia), després de la proposta votada en sessió plenària impulsada per un grup de joves i avalada per 3.477 signatures de veïns de la localitat, va acordar, amb els vots a favor del PSE, PNB, Ezker Batua i un regidor del Partit Popular, exigir a l'organització Fòrum Ermua que deixés d'emprar el nom del municipi "per criminalitzar el diàleg i la pluralitat que caracteritza aquest poble".[6] L'alcalde de la localidad, Carlos Totorika, un dels fundadors del Fòrum Ermua, votà a favor de la proposta. L'edil del PP que votà a favor de la proposta fou expulsat del partit.[7]

## Ideologia
El Fòrum Ermua no s'autoidentifica amb cap ideologia més enllà dels seus objectius ja exposats.
Malgrat això alguns membres del Fòrum es presentaren a les eleccions en candidatures de diferents partits: pel Partit Popular del País Basc Vidal de Nicolás, Iñaki Ezkerra, Mikel Azurmendi, Edurne Uriarte o Jon Juaristi; pel PSE-EE altres com Antonio Aguirre, Carlos Totorika (alcalde d'Ermua), o Javier Corcuera. D'altres simplement és coneguda la seva orientació política, com per exemple la inclinació esquerrana de Fernando Savater, mentre que uns altres es declaren políticament independents.
Alguns dels membres fundadors del Fòrum ocupen càrrecs en altres associacions cíviques com ¡Basta Ya!, Fundación para la libertad…
El Fòrum va mantenir una posició enfrontada amb les posicions del Govern socialista de Rodríguez Zapatero a causa de la seva política antiterrorista, motiu pel qual altres partits parlamentaris i persones i mitjans afins al govern el van acusar d'afinitat amb el Partit Popular. El Fòrum Ermua com a membre de la "Plataforma Libertad" va sol·licitar que no es votés al PSOE en un comunicat de 23 d'abril de 2007, amb relació a la presentació de candidatures de l'esquerra abertzale a les eleccions de maig de 2007, en el qual deia:
| « | "els ciutadans no haurien de recolzar amb el seu vot al partit responsable d'aquest atropellament a la llibertat dels espanyols i a la legitimitat de l'Estat de Dret". | » |